# The Old Dead Tree
The Old Dead Tree ist eine französische Dark-Rock- und Gothic-Metal-Band mit Einflüssen aus dem Progressive Metal.

## Bandgeschichte
Die Band wurde 1997 von den beiden Gitarristen Nicolas Chevrollier und Manuel Munoz, der sich auch für den abwechselnden klaren und gutturalen Gesang verantwortlich zeigt, gegründet. 1999 stießen der Schlagzeuger Frédéric Guillemot und der Bassist Vincent Danhier hinzu und vervollständigten so die Band. Ihre erste EP The Blossom wurde im selben Jahr veröffentlicht. Einige Monate später, am 2. August 1999, beging Frédéric Guillemot Selbstmord.
Der freie Platz am Schlagzeug wurde von Frank Métayer besetzt, mit dem das 2002 erschienene Debüt-Album The Nameless Disease aufgenommen wurde, ein Konzeptalbum, dass sich der Verarbeitung des Verlusts ihres Freundes widmet. Im Anschluss an die Veröffentlichung spielte die Bands einige lokale Auftritte mit Bands wie Katatonia, Opeth und Paradise Lost.
Im Sommer 2005 folgte das zweite Album The Perpetual Motion, an dem Frank Métayer nicht mehr mitwirkte. Er hatte die Band im Jahr zuvor aus privaten Gründen verlassen und war durch Foued Moukid ersetzt worden. Wie auch schon bei The Nameless Disease zuvor, wurde das Album von Andy Classen produziert. Der Veröffentlichung folgte eine Europa-Tour mit Epica und einige Auftritte als Headliner in Frankreich.
Im Mai 2006 gab Gitarrist, Mitbegründer und anstehender Vater Nicolas Chevrollier seinen Ausstieg bekannt. Seinen Platz nahm Gilles Moinet ein, der Hauptkomponist der Doom-Metal-Band Lux Incerta ist.
Im Juli 2007 begann die Band im Stage One-Studio von Andy Classen mit den Aufnahmen für ihr drittes Album The Water Fields, welches am 17. September erschien.
Die Band kündigte bereits 2008 ein neues Album an, welches voraussichtlich im Winter 2009 aufgenommen wird. An den Texten wird schon gearbeitet.
Am 9. November 2009 gab Manuel Munoz die Auflösung der Band bekannt. Gründe dafür waren seiner Aussage nach Meinungsverschiedenheiten über die Musikrichtung und Verpflichtung.
Ende 2012 hatte sich die Band wohl wieder zusammengefunden. Die offizielle Homepage und die Profile im Social Media wurden aktualisiert und via Newsletter und Homepage wurde ein Auftritt bei dem HELLFEST Summer Open Air 2013 bekanntgegeben. Laut Informationen im offiziellen Newsletter sollten 2013 weitere, noch bekannt zu gebende Konzerte folgen.
Mit The End erschien 2019 eine neue EP, deren Lieder vor dem Debütalbum von 2002 geschrieben, jedoch bisher nie aufgenommen worden waren. Die Veröffentlichung von The End erfolgte zu Ehren Guillemots und markierte gleichzeitig das Ende der Musikkarriere von The Old Dead Tree.

## Diskografie
- 1999: The Blossom (EP, CD, Eigenvertrieb)
- 2002: The Nameless Disease (Album, CD, Season of Mist)
- 2005: The Perpetual Motion (Album, CD, Season of Mist)
- 2007: The Water Fields (Album, CD, Season of Mist)
- 2019: The End (EP, CD+DVD-V, Season of Mist)